# یاسمین پتی
یاسمین پتی (به انگلیسی: Yasmine Petty) مدل آمریکایی است.
او یک زن ترنس است.